# Szent
A szent szó részint az elkülönítettség, részint a tökéletesség fogalomkörébe tartozó személyek, dolgok és fogalmak jelölésére használatos, vallási kifejezés. Ellentéte a profán, azaz ami világi, anyagi természetű.

## Etimológia
A nyugati nyelvek szava a latin sanctus szóból származik, amelynek görög megfelelője a ἅγιος (hagios).
A magyarban használt szó a szlávból átszármazott jövevényszó. A régi magyarba egy nazális -et tartalmazó, kb. "szvent" ejtésű délszláv szó származott át.
Jelentése: »Istennek szentelt, neki szánt«.

## Meghatározásai
- A Bibliában szent mindaz, ami Istené, és ami Isten köréhez tartozik.[3] A szentség Isten elválaszthatatlan tulajdonsága; abszolút értelemben vett erkölcsi tisztaság. Amikor élettelen dolgokra,[4] időszakokra,[5] helyekre[6] vagy tevékenységekre[7] használja ezt a kifejezést a Biblia, az azt jelenti, hogy ’elkülönített’ vagy ’Istennek szentelt’, el van különítve az általános használattól.
  - Az Újszövetség szóhasználata a szent szót többnyire Istenre, a bűntelen szellemi lényekre (angyalok) és gyakran az istenfélő személyekre, az őskeresztényekre alkalmazza. Ez utóbbi szerint szent az, aki Jézushoz hasonlóan tiszta és kegyes életet él.
- Azon keresztény felekezetekben, amelyeknek vallásgyakorlata a reformáció kora előtt alakult ki (katolicizmus, ortodoxia), mind a liturgiában, mind a hit személyes megélésében fontos szerepet kap a szentek tisztelete és a velük való kapcsolattartás. Ebben a kontextusban a szentek azok, akik haláluk után az adott keresztény közösség hite szerint üdvözültek.
  - A mai katolikus tanítás szerint: „Szentek (lat. sancti): tág értelemben az összes hívő, akik a keresztség által részesülnek Isten életében és szentségében. Szoros értelemben azok, akiket az Egyház hivatalosan szentté avatott és a liturgiában, ünnepnapjukon megemlékezik róluk.”[8]
- Ugyanezen felekezetekben jellemző az ószövetségi szóhasználat továbbélése; ilyen értelemben beszélnek szent helyekről, időkről és tárgyakról, azt kifejezendő, hogy ezeket elkülönítették a profán használattól, és Isten számára „foglalták le”.
- A magyarországi katolikus szóhasználattal kapcsolatban említést érdemel a szent szó inflációja. Ez azt jelenti, hogy számos kifejezést, amelyek eo ipso (a lényegéből következően) szakrális tartalmat hordoznak, a szent- előtaggal egészítenek ki. Példa az ilyen pleonazmusokra: szentmise, (szent)gyónás, szentáldozás, (szent) Eukarisztia, (szent)olvasó, (szent)lecke stb.
- A reformáció egyházaiban nem kap kiemelt jelentőséget a szentség fogalma, amennyiben mégis előkerül, főleg erkölcsi értelmezéssel szerepel azon túl, hogy a szentség azt jelenti: Isten által Magának kiválasztott, az Istené: "Mert őbenne kiválasztott minket magának már a világ teremtése előtt, hogy szentek és feddhetetlenek legyünk előtte szeretetben." (Ef 1,4), "Öltsetek tehát magatokra  – mint Isten választottai, szentek és szeretettek  – könyörületes szívet, jóságot, alázatot, szelídséget, türelmet." (Kol 3,12)
- Kora középkori írásokban „zentnek” írták, de ezekben a z-betű következetesen sz hangot jelölt, így valószínűleg ugyanúgy, mint ma, „szentnek” mondták. A nikolsburgi ábécében külön jel van rá: , amely olvasható Istennek és szentnek egyaránt.
- Köznapi használatában az olyan tárgyakat, eseményeket, mondják szentnek amik nagy figyelmet, tiszteletet, megbecsülést érdemelnek. Pl. „Az asztalos szerszámai szentek, még neked sem adja kölcsön őket.” A vadász a fegyver gondozását „szent dolognak” tartja. A  karácsony, a házastárs születésnapja, a vasárnap „szent nap” stb.

Általánosan elmondható, hogy a szent szó használatában napjainkban a morális értelmezés dominál.

## A szent élet
A szent ember (több világvallás alapján) az, aki elérte Istent, megismerte Istent. Ő Isten földi megbízottja. Isten nyilvánul meg benne teljes dicsőségében. Áldás itt e Földön. Ő a vallás élő jelképe, és az emberiség valódi jótevője. A történelemben a szenteknek mindig is kiemelkedő szerepük volt az emberiség spirituális értékeinek megőrzésében. A szent ember a szellem tisztaságának őre. Ő már megszabadult az ’én’ és az ’enyém’ gondolatától. Úgy szeret minden lényt, mint saját magát. Megszabadult a vágyaitól, a mohóságtól, a dühtől. Megszabadult minden szenvedélyétől, és jó szívű. Igazat mond, és másokat szolgál. Nem kér, csak ad. Nem mond rosszat másokról. Lélegzete a szeretet. Ő a könyörületesség maga, szíve telve van együttérzéssel mások iránt. A rosszat jóval viszonozza, és megáldja azokat, akik őt átkozzák. Nem törődik a maga érdekeivel, életét mások szolgálatának szenteli. A szent az egész világot Isten (vagy önmaga) kivetüléseként látja. Egységet lát a különbözőségben, és eggyé válik az egész világgal. Számára minden élet egy: az Úr lélegzik minden életben. Mindenki tagja az emberiség nagy családjának. Minden teremtmény szerves része a nagy egésznek, és egyetlen ember sem független az egésztől. 
A szent élete példaértékű és felemelő. Élete óriási átalakító hatással van az igaz keresők életére. A fennköltség, tisztaság és a spiritualitás magaslataiba emeli őket, és még a megrögzött materialistákat is megérinti. Egy szent boldogsága nem az érzéki élvezetekből, hanem örök üdvösségéből származik. Ő már felébredt az élet álmából. A vallási iratok alapján örök boldogság a része.
A vallások alapján az ember határozott céllal érkezett e világra. Az élet értelme nem az evés, ivás, szexualitás és az anyagiak gyűjtögetése. Van valami nagyszerű és fenséges ezeken túl: ott ragyog az öröklét üdvössége. Ezért a törekvőnek minden percet jól ki kell használnia, hogy eljusson oda. 
Ha a divatra, az önző életmódjára és a kényelemre pazarolt pénzét és idejét az emberiség erényes tettekre, a szenvedések megszüntetésére, jótékonykodásra, a társadalom javára használná fel, akkor már szentté vált volna és az örök békét és boldogságot élvezné. 

### Kereszténység
Jézus tanította a hegyi beszédében:
```
„Ti azért legyetek tökéletesek (szentek), mint ahogy mennyei 
Atyátok
 tökéletes (szent)”.
[
13
]
```

Majd Péter apostol írta a levelében:
```
„Amiképpen szent az, aki elhívott titeket, ti is szentek legyetek teljes életetekben! Mert meg van írva: Szentek legyetek, mert Én szent vagyok.”
[
14
]
```

Isten megparancsolja a népének: „Szentek legyetek, mert Én szent vagyok.” Az ihletett Péter, János és Pál apostol ismételten kijelenti, hogy „szentség nélkül senki sem látja meg az Urat”. A szentség: egység Istennel. Az Újszövetségben a szent kifejezés gyakran magukat a korai keresztényeket jelöli, akik istenfélő, példamutató életet éltek. (→ őskeresztények)
A bűn elcsúfította, sőt csaknem kitörölte az emberben Isten képmását. A hívők feladata visszaállítani, ami elveszett. A hívőknek együtt kell működnünk az isteni tevékenységgel. Jakab apostol írja a levelében: „Nem tudjátok, hogy a világgal való barátkozás ellenségeskedés Istennel? Aki tehát a világnak akar barátja lenni, ellensége lesz Istennek.” János apostol is figyelmezteti a hívőket: Ha valaki a világot szereti, nincs meg abban az Atya szeretete. Mert mindaz, ami a világban van, a test kívánsága és a szemek kívánsága és az élet kérkedése, amely nem az Atyától van, hanem a világból. Az Újszövetség alapján minden ember szentségre hivatott el. A katolikus szent, Vianney Szt János is határozottan szembeszállt azokkal, akik úgy vélték, az üdvözüléshez nem kell szentté válni, elég valamennyire jónak lenni.
Isten feltárta a Szentírásban a szent élet szabályait. Elmondja, hogy a bűnöket és a világiasságot kerüljük el. Magyarázza számunkra az üdvösség tervét, és rámutat a menny felé vezető útra. Embereket ihletett, hogy javunkra jegyezzék le az ösvényt övező veszélyekkel kapcsolatos tanításokat és azt, hogyan kerülhetjük el e veszélyeket. A világi élet és a szent élet közül kell választanunk. Jézus intette a követőit, hogy nincs középút. Vagy az egyik, vagy a másik. Aki nem adja át magát teljesen Istennek, az egy idegen hatalom uralma alá kerül, idegen hangra hallgat, amelynek sugalmazásai egészen ellentétesek.
Krisztus követőiben kíván élni, és képességeik által akar tevékenykedni. A hívőknek akaratukat alá kell rendelniük az Ő akaratának, szellemében kell cselekedniük, hogy Pál apostollal együtt elmondhassák: ‘ élek pedig többé nem én, hanem Krisztus él bennem’.
A megszentelődés és a szent élet nem elragadtatásból áll, elérése nem egy pillanat műve, hanem erőfeszítés kell hozzá, azt jelenti, hogy az ember akaratát és életét teljesen Istennek adja át. A szentség szorosan összefügg az Isten parancsainak való engedelmességgel. 
A végső elszámolás napján kiderül majd, hogy Isten név szerint ismer mindenkit, életük minden percének, minden tettének láthatatlan tanúja volt. A Biblia alapján szent jellemmel kell rendelkeznie azoknak, akiket az Úr az emberek közül magához vesz második eljövetelekor.

#### Katolicizmus, ortodoxia
A szentek a római katolikus és a görögkeleti egyházakban azok a szellemi lények (angyalok) vagy elhunyt emberek, akik Isten környezetében élnek és Isten közvetlen szolgálatát látják el. Őket vagy kifejezetten erre a célra teremtette (mint az angyalokat), vagy földi életükkel érdemelték ki ezt a szerepet. Hogy kiket lehet vagy kell szentekként tisztelni, azt a szentté avatási eljárás, az ún. kanonizáció dönti el.  Ennek feltétele, hogy valaki életében hősi fokban gyakorolja az erényes életet és csoda is fűződjék a személyéhez. A szentek tiszteletének módját az egyház szabja meg.  A szentek száma igen nagy, ide tartoznak az apostolok, a vértanúk, az aszkéták, ún. hitvallók, szent püspökök és rendalapítók, egyes szüzek, özvegyek, élükön pedig Mária áll, az isten anyja. (lásd: Mária-tisztelet)
A római katolikus egyház több mint 10 000 szentet tisztel, 
azonban ezen személyek nem mindegyikéről mondható el, hogy valóban méltók voltak e címre; hogy életükben szent és jámbor életet éltek.
Az egyház az 5. századig valamennyi római püspököt (pápát) is szentként tiszteli, (→ római pápák listája) köztük olyanokat, akiknek életéről semmi bizonyosat nem tudunk, és csak legendák maradtak fenn. (→ a pápaság története)
A szentek ismérveit viszonylag könnyű volt összefoglalni. A Szent Erkenwald életrajzában az áll, hogy „bölcs, ritkán szóló, buzgón imádkozó, szemérmes, a Szentírást szorgalmasan olvasó és könyörületes” ember volt. 
A 11. században már hivatásos életrajzírót is lehetett fogadni, aki megírta a halott apát élettörténetét, abban a reményben, hogy az elhunytat rövidesen szentté nyilvánítják. Az életrajzot különféle csodákkal színesítették, és beleszőtték azt is, hogy az illető isteni küldetést teljesített. A szentté nyilvánítás valódi rivalizálást támasztott az apátságok között, érdekében valóságos versenyt folytattak, hiszen ahol egy szent élte le az életét, oda nemsokára özönleni fognak a zarándokok. 
Szentté avathattak valakit egyházszervezői vagy „térítő munkássága” miatt is (pl. Szt. István magyar király vagy Szt Vlagyimir kijevi nagyfejedelem  stb).
Szentek listája:

### Hinduizmus
A risik védikus értelemben önmegvalósított, megvilágosodott személyek voltak. A szádhu olyan vallásos aszkétát vagy szent embert jelöl, akinek szintén a legfőbb célja a megszabadulás (móksa), az istenség keresése és a szellemi megvilágosodás elérése. Felhagy világi törekvéseivel és lelki célokat tűz ki maga elé. Lemond erről a világról, a következő világ reményében. 
Bhagavad-gíta alapján szent az, aki hamis ego (kéj, harag, hamis büszkeség stb.) nélkül él. Így beszél az isteni természettel megáldott ember jellemzőiről:
a lelki tudás művelése, adományozás, önszabályozás (önkontroll), áldozatok végrehajtása, a Védák tanulmányozása, vezeklés, egyszerűség, erőszaknélküliség, igazmondás, mentesség a haragtól, lemondás, békesség, idegenkedés a hibakereséstől, könyörületesség, mentesség a kapzsiságtól, kedvesség, szerénység, rendíthetetlen elszántság, életerő, megbocsátás, kitartás, tisztaság, valamint mentesség az irigységtől és a becsvágytól – ezek a tulajdonságok az isteni természettel megáldott ember jellemzői...
Osho, a spirituális vezető így tanított: 
A belső tisztaság által templommá válsz és a mindenséget hívod magadba, hogy lépjen be a bensődbe... A jógi, ha elérte a tisztaságot, elveszíti minden illúzióját a testet illetően: tudja, hogy az a paradicsom, amelyet keresett, nem a testen át érhető el (érzéki örömök által). A végső boldogság elérése nem lehetséges a testen át... Ha a tisztaság útját követed, akkor áldott boldogságban lesz részed, azt az áldást tapasztalod majd meg, amelyről Jézus is beszél és amit Buddha nirvánának hív... Amire erkölcsi útmutatásként tekintenek Nyugaton, azok a jógában a tisztaság eszközei. A jama és nijama előírásai ezen belső tisztaság eszközei, megtisztítanak, s ha tiszta vagy, a lehetetlen is lehetségessé válik számodra.  

### Buddhizmus
A buddhizmus szóhasználatában és terminológiájában a szent kifejezés a katolikus és ortodox kereszténységgel ellentétben nem feltétlenül egy adományozott cím, hanem a buddhista gyakorlat eredménye. Ilyenformán beszélhetünk szent könyvekről, szent szobrokról, szent helyekről, szent növényekről és szent személyekről, tanítókról, lámákról.
A théraváda és a mahájána hagyomány buddhistái különös tiszteletben tartják az arhatokat, valamint a bodhiszattvákat, a buddhaságot elért személyeket vagy a szangha kiemelkedő tagjait. A tibeti buddhisták a tulkukat szenteknek tartják a Földön.
Az eddigi egyetlen magyar személy, akit a buddhizmus szentként tisztel, Kőrösi Csoma Sándor (1784-1842), akit 1933-ban, Japánban nyilvánítottak hivatalosan is szentté.

### Zoroasztrizmus
A zoroasztrizmus azt tanítja, hogy a szentség (szent élet) maga a boldogság, ez Ahura Mazdá legbecsesebb ajándéka, s ez a legszebb felajánlás, amelyet az erényes ember tehet az Úr számára. Tiszta gondolatok, "tiszta" szavak, "tiszta" cselekedetek: ez a zoroasztriánus vallás híres alapelve, a zoroaszteri életforma állandóan ismételt szabálya. Egy hívőnek az Úr akaratával összhangban kell cselekednie. Tanulmányoznia kell a szent iratokat, és teljesítenie kell mind Isten, mind pedig embertársai iránti kötelességeit. Az isteni törvényeknek minden tekintetben engedelmeskednie kell. Csak így érheti el a szentséget és a boldogságot. 

### Iszlám
Az iszlámban vannak próféták és szentek. A próféták azok, akiket Isten küldött. Az első Ádám volt közülük, az utolsó Mohamed. A szentek kegyelmi ajándéka az igazság, de ők nem érnek fel a prófétákig.
A szentek (valī, ولي = Isten barátja) a "tiszták és áldottak" (táhir). A szentek a hagyományos iszlám értelmezésében olyan szent embereket jelöl, akiket 'Isten kiválasztott és kivételes ajándékokkal ruházott fel, mint például a csodatétel. A muzulmán világban a szentek sírjai zarándokhelyekké váltak – különösen az 1200-as évek után.
Sok szúfi tanító vált szentté, akinek élete – nézetük szerint – Istennek tetsző volt, és közbenjárásukra számítani is lehet.
Az iszlámban bár megtalálható a szentek tisztelete, amely sokfelé elterjedt, a konzervatív muszlimok ellenzik ezt a tiszteletet.

## Etimológia[40]
A magyar szent szó a latin sanctus fordításának tekinthető. Ahhoz azonban, hogy ennek jelentését megértsük, ismernünk kell néhány ókori (elsősorban római) kifejezést.

### Fanum és profanum
A „szentély” értelemben használt fanum szó a fari (mondani, ünnepélyesen kijelenteni) igéből származik, és „szavakkal megjelölt területet” jelent (hasonlóan a templum etimológiájához, melynek alapigéje, a temno „kihasítani”-t jelent), vagyis olyan helyet, amelynek az erre hivatott pap kijelölte a határait. A fanum-on kívül eső, azt „megelőző” terület volt a „pro fanum” (profán), ahol a be nem avatottak megállhattak (hasonló ehhez a jeruzsálemi szentélyben a „népek udvara”).

### Sacer
A magyar szakrális jövevényszavunkban is élő sacer melléknév alapjelentése az elhatárolás. Ez a határ azonban – szemben azzal, ahogy a mai közbeszédben a szent szót általában használjuk – nem erkölcsi kvalitások között húzódik, nem a jót választja el a rossztól, hanem a rendkívülit a szokásostól. Ebben az értelemben sacer az isteneknek szolgáló pap, de sacer a kitaszított bűnös is, akin az istenek haragja van. A sacer ellentéte egyrészt a fentebb körülírt eredetű profanus (tehát ami kívül esik a szentség szféráján); másrészt a publicus, tehát az, ami nem az isteneké, hanem a népé; végül ugyancsak ellentétben áll vele a fas, vagyis „mindannak a foglalata, ami az isteni szférából az ember számára hozzáférhető, aminek érintése kijelentés (fari) által megengedett”. E szóból ered a sacerdos („pap”), vagyis az a személy, aki az áldozattal foglalatoskodik, „aki valami szentet ad, szentséget ad”.

### Sanctus
A történetileg későbbi eredetű sanctus szó túllép a sacer–profanus archaikus dichotómiáján, és a jó–rossz különbözőségére teszi a hangsúlyt. Ebben az értelemben a szent már egyértelműen olyan valóságra vonatkozik, amely az isteneké.

### Numen
A numen eredetileg egy római lélekfogalom. Egyes tulajdonságok védnökei és megtestesítői. Nem tekinthetők szoros értelemben vett isteneknek, de a vallás kialakulásával a római mitológia alapjaivá lettek, istenként tisztelték őket. Korábbi védnöki szerepükből fakadtak a belőlük kialakult istenek tulajdonságai. Például Venus numenként a bájak és a vágy (nem feltétlenül a szexuális értelemben) védnöke, istenként ezért lett a szerelem istennője, és csak ez után azonosították Turannal majd Aphroditével is. Hasonlóképpen Mars numenként a termékenység, a mezők, erdők, a termés és a tavasz védnöke. Istenként először növényi jellegű termékenységisten, majd a termékenység és a férfiasság összekapcsolásával lett a háború istene, és csak ez után azonosították Arész görög istennel.
A későbbi korokban e szóval jelölték az istenség észrevehető hatását. A kifejezés ekkor nem egy konkrét istenre utal, hanem az ember által megtapasztalható isten fogalmára.

### Kadós
Az Ószövetség e kifejezésének eredete valószínűleg a kadad szó, amely annyit tesz: levágni. Innen származik a köznapitól való elkülönítés, elhatárolás gondolatköre, amely rokon a fentebb körülírt jelentésű sacerrel.

## Aszentfenomenológiája

### Rudolf Otto:A szent
Rudolf Otto 1917-ben megjelent vallásfenomenológiai alapművének alcíme: Az isteni eszméjében rejlő irracionális és viszonya a racionálishoz. A könyv kulcsfogalma a numinózus: a szerző ezt használja az európai kultúrkörben a keresztény konnotációval megterhelt szent helyett. R. Otto szerint a numinózus az emberi megismerésnek a vallásos hovatartozástól független, a priori kategóriája. E kategóriát olyan terminusokkal írja le, mint a végletes függőség megrendült átélése, a „teremtményérzet”, illetve a szent ambivalenciáját kifejező „tremendum” és „fascinans”: az istenitől való megrettenés, félelem – illetve a hozzá való vonzódás, az iránta való lelkesültség és a lenyűgözöttség érzése.

### Mircea Eliade:A szent és a profán
Mircea Eliade 1957-ben megjelent könyve A vallási lényegről alcímet viseli, és bevezetőjében R. Ottóra hivatkozik. Munkáját méltatja, ugyanakkor kijelenti, hogy saját írásának más az irányultsága:
„A szent jelenségét egész sokféleségében kívánjuk megvilágítani, és nemcsak irracionális oldalát tartjuk szem előtt. Nemcsak a vallás nem racionális és racionális elemei közötti viszony érdekel bennünket, hanem a szent a maga egészében. A szent első meghatározása pedig a következő: a profán ellentéte.”
Eliade a szentben és a profánban nem két, egymással csupán „technikailag” szemben álló fogalmat lát, hanem úgy tekint rá, mint az ember világban-létének két fajtájára, két különböző egzisztenciális alapállásra, amely az emberi viselkedés minden dimenzióját meghatározza: a tér és idő strukturálását, a természethez és dologi világhoz, valamint magához az emberséghez fűződő kapcsolatát, s ebből adódóan az emberi alaptevékenységeket: a táplálkozást, a szexualitást és a munkát.

## Aszentfogalma a kereszténységben
„Más vallásoktól eltérően, amelyektől a numinózum ugyan nem idegen, de amelyek a szentet szinte csak kultikus értelemben ismerik, az istenségről csupán ritkán állítják a szentséget, az ÓSz-ben a szent jelző abszolút értelemben csak Istenre vonatkozik, annak kifejezésére, hogy teremtetlen (=öröktől fogva létező és örökké élő) és teljesen megközelíthetetlen Fölség, akivel szemben az összes tőle különböző létező (mint teremtmény) eleve nem szent”

### Ószövetség
„Szent, szent, szent a Seregek Ura, dicsősége betölti az egész földet!” (Iz 6,3)
Isten abszolút szentségéből következik, hogy a szentség fogalma relatíve és analóg értelemben minden létezőről állítható, amely valamilyen módon Istennel kapcsolatos. A Biblia számos helyen tanúskodik arról, hogy az egész teremtett világ hirdeti Isten dicsőségét (például Zsolt 19,2–7). Szűkebb értelemben szent az, amit/akit Isten valamilyen célra kiválaszt és elkülönít magának. Ez az Ószövetségben elsődlegesen Izraelre mint választott népre vonatkozik. Visszatérő intésként hangzik el Istentől – különösen a Lev 17–26 fejezetekben, amely részt a biblikus teológia éppen ezért a Szentség törvénye néven ismeri –: „Legyetek szentek, mert én, az Úr, a ti Istenetek szent vagyok!” Ismételten megjelenik a más népektől való elkülönítés motívuma is, pl.: „Legyetek előttem szentek, mert én, az Úr, szent vagyok, és elkülönítettelek benneteket a népektől, hogy az enyéim legyetek” (Lev 20,26).
A választott nép szent voltából következik, hogy az istentiszteleti rendet is szigorú szabályok irányítják, és aprólékos rendelkezések írják le a szent tárgyak kinézetét, illetve elkészítésük módját. Ez vonatkozik elsődlegesen a frigyládára és a szentélyre, de Isten kifejezett szándékára vezetik vissza a liturgikus ruhák és egyéb kellékek külalakját is. Ugyanezen gondolatmenet alapján nevezhető szentnek – hivatalánál fogva – a főpap, illetve a papság egésze.
Szintén a kiválasztás ténye indokolja, hogy Isten elvárásokat támaszt népével szemben, nevezetesen bizonyos viselkedésformákat kifejezetten előír, másokat azonban megtilt. Ez a Törvény (Tóra), amelyet Isten szerető gondoskodásból adott Izrael népének, hogy megkülönböztesse más népektől. Az említett „Szentek legyetek!” felszólítás a Törvény megtartására vonatkozik. Személyre lebontva tehát szent az, aki megtartja a Törvényt, s így a néphez tartozik.
A későbbi zsidó irodalomban mind gyakrabban felbukkan az a gondolat, hogy Isten nem elégszik meg a Törvény betű szerinti betartásával. A prófétáknál gyakori motívum, hogy Isten előtt utálatosnak nevezik a nép (Isten által rendelt!) áldozatait, mert kiürült rítus csupán, amely mögött nincs ott a szív odaszánása, a személyes elkötelezettség. Ez a gondolat vezet el a szentség morális és individuális értelmezéséhez, amely aztán az Újszövetségben bontakozik ki.

### Újszövetség
„Valóban szent vagy, Istenünk, és méltán dicsőít téged alkotásod, az egész teremtett világ, mert Fiad, a mi Urunk, Jézus Krisztus által, a Szentlélek erejével éltetsz és megszentelsz mindent.”
A kereszténység központi hittétele, hogy Isten Jézus Krisztusban teljes önmagát odaadta a világnak. Jézus kereszthalálakor a Templomnak a szentélyt leválasztó függönye kettéhasadt (Mt 27,51), vagyis megszűnt a különbségtétel szent és profán között. Jézus meghirdette az örömhírt: kivétel nélkül minden ember meghívást kapott az Istennel való bensőséges életre, a Szentháromság szeretetközösségébe való bekapcsolódásra. Az egész emberiség (analóg értelemben: az egész teremtett világ) ígéretet kapott, hogy részese lehet Isten szentségének. Ez az ígéret az Újszövetség lapjain olyan képekben jelenik meg, mint a királyi menyegző vagy az új Jeruzsálem.
Az eljövendő egyetemes szentség jele a világban a Jézusban hívők közössége, vagyis az egyház. Az egyház ilyen minőségében ontológiailag szent, függetlenül az egyháztagok konkrét cselekedeteitől, s természetesen a szentség állítása ebben a szövegösszefüggésben nem jelenti a tökéletesség állítását
Az egyház szentségéből következik, hogy keresztény értelemben az egyes hívők is szentnek nevezhetők. Számos újszövetségi irat tanúskodik erről a szóhasználatról, amely szerint a „szent” a „keresztény hívő” szinonimája. Pl.: „Pál és Timóteus, Krisztus Jézus szolgái, mindazoknak a Krisztus Jézusban hívő szenteknek, akik Filippiben vannak, püspökeikkel és diakónusaikkal együtt: kegyelem néktek és békesség Istentől, a mi Atyánktól és az Úr Jézus Krisztustól” (Fil 1,1–2). Azonban a kezdetektől megjelenik az erkölcsi követelmény is: ha valaki szent (azaz hívő), akkor viselkedjék is szenthez méltóan, pl.: „Ellenben paráznaság, bármiféle tisztátalanság vagy nyerészkedés még szóba se kerüljön közöttetek, ahogyan ez szentekhez méltó, se szemérmetlenség, se ostoba beszéd vagy kétértelműség: ami nem illik, hanem inkább a hálaadás” (Ef 5,3).